# Tobias Reichmann
Tobias Reichmann (Berlim, 27 de maio de 1988) é um handebolista profissional alemão, medalhista olímpico

## Carreira
Tobias Reichmann integrou a Seleção Alemã de Handebol no Rio 2016, conquistando a medalha de bronze.